# Bandiera dell'Illinois
La bandiera dell'Illinois è stata creata nel 1912 da Lucy Derwent, un'attivista delle Figlie della Rivoluzione Americana, a seguito di un concorso per stabilire il disegno della bandiera dello Stato.
La bandiera divenne bandiera ufficiale dello Stato il 16 luglio 1915 con il voto del parlamento dell'Illinois.

## Disegno
Il disegno della bandiera raffigura il sigillo dell'Illinois, che riprende nella forma il primo stemma degli Stati Uniti d'America, su sfondo bianco. Le due date presenti, 1818 e 1868, sono le date in cui l'Illinois divenne uno Stato e l'anno in cui venne disegnato lo stemma.
La scritta State Sovereignty, National Union, che si trova nel fiocco rosso che l'aquila tiene nel becco, è il motto dello Stato.

## Bandiere storiche

Bandiera dell'Illinois (1915-1969)